# Amorphoscelis
Amorphoscelis es un género de las mantis, de la familia Amorphoscelidae, del orden Mantodea. Tiene 54 especies reconocidas científicamente.

## Especies
- Amorphoscelis abyssinica
- Amorphoscelis angolica
- Amorphoscelis annulicornis
- Amorphoscelis asymmetrica
- Amorphoscelis austrogermanica
- Amorphoscelis borneana
- Amorphoscelis brunneipennis
- Amorphoscelis ceylonica
- Amorphoscelis chinensis
- Amorphoscelis chopardi
- Amorphoscelis elegans
- Amorphoscelis gnffini
- Amorphoscelis grisea
- Amorphoscelis hainana
- Amorphoscelis javana
- Amorphoscelis lamottei
- Amorphoscelis laxeretis
- Amorphoscelis machadoi
- Amorphoscelis naumanni
- Amorphoscelis nigriventer
- Amorphoscelis nubeculosa
- Amorphoscelis opaca
- Amorphoscelis orientalis
- Amorphoscelis pallida
- Amorphoscelis pantherina
- Amorphoscelis papua
- Amorphoscelis parva
- Amorphoscelis pellucida
- Amorphoscelis phlippina
- Amorphoscelis pulchella
- Amorphoscelis pulchra
- Amorphoscelis punctata
- Amorphoscelis reticulata
- Amorphoscelis rufula
- Amorphoscelis siebersi
- Amorphoscelis singaporana
- Amorphoscelis spinosa
- Amorphoscelis subnigra
- Amorphoscelis tigrina
- Amorphoscelis tuberculata
- Amorphoscelis villiersi